# Častolovice
Častolovice är en köping i Tjeckien. Den ligger i den östra delen av landet, 130 km öster om huvudstaden Prag. Častolovice ligger 266 meter över havet och antalet invånare är 1 614.
Terrängen runt Častolovice är varierad. Častolovice ligger nere i en dal. Runt Častolovice är det ganska glesbefolkat, med 50 invånare per kvadratkilometer. Närmaste större samhälle är Kostelec nad Orlicí, 2,4 km öster om Častolovice. Omgivningarna runt Častolovice är en mosaik av jordbruksmark och naturlig växtlighet.